# ويليام بينيت (سياسي)
ويليام بينيت (بالإنجليزية: William Bennett)‏ هو سياسي أسترالي، ولد في 29 يناير 1843، وتوفي في 20 أغسطس 1929. حزبياً، نشط في حزب التجارة الحرة. وقد انتخب عضو مجلس نواب تسمانيا.